# Городки (Липецкая область)
Городки́ — деревня Спешнево-Ивановского сельсовета Данковского района Липецкой области.

## История
По документам известны с 1771 г. Названия Городки, Городок, Городище говорят об остатках каких-то древних поселений в данной местности.

### Название
Названия Городки, Городок, Городище говорят об остатках каких-то древних поселений в данной местности.

## Население
По данным всероссийской переписи за 2010 год население деревни составляет 131 человек.